# Discopus spectabilis
Discopus spectabilis là một loài bọ cánh cứng trong họ Cerambycidae.